# Gonomyia acuspinosa
Gonomyia acuspinosa är en tvåvingeart som beskrevs av Alexander 1934. Gonomyia acuspinosa ingår i släktet Gonomyia och familjen småharkrankar. Inga underarter finns listade i Catalogue of Life.